# باجگاه (شیراز)
باجگاه، روستایی از توابع بخش مرکزی شهرستان شیراز در استان فارس ایران است.
دانشکده کشاورزی و دامپزشکی دانشگاه شیراز در این منطقه قرار دارد.

## جمعیت
این روستا در دهستان دراک قرار دارد و براساس سرشماری مرکز آمار ایران در سال ۱۳۸۵، جمعیت آن ۲٬۱۸۸ نفر (۵۵۴خانوار) بوده‌است.